# Lagoa do Inácio
Lagoa do Inácio é uma lagoa brasileira localizada no município de Osório, no estado do Rio Grande do Sul.